# Mustela
Mustela är ett släkte i familjen mårddjur (Mustelidae). I släktet finns fem undersläkten med tillsammans 17 till 19 arter. Bland de mest kända är iller, vessla och hermelin.
Det vetenskapliga namnet är det latinska ordet för vessla.
Storleken varierar ganska mycket mellan släktets arter. Allmänt tillhör de minsta mårddjuren släktet. Kroppen är långsträckt och smal. Arterna skiljer sig dessutom från släktet Martes i olikartat konstruerade detaljer av skallen. Tandformeln är I 3/3 C 1/1 P 3/2-3 M 1/2.
Tidigare placerades minken i släktet Mustela, men genetiska studier indikerar så pass stora skillnader att den numera ofta placeras i det egna släktet Neovison tillsammans med en utdöd art.

## Systematik
Följande lista följer IUCN men minken förs till det egna släktet Neovison:
- undersläkte Lutreola
  - flodiller (Mustela lutreola)
  - sibirisk eldmård (Mustela sibirica)
  - Mustela strigidorsa
  - barfotsvessla (Mustela nudipes)
  - Mustela lutreolina
  - Mustela itatsi
  - Mustela subpalmata
- undersläkte Putorius
  - iller (Mustela putorius)
  - stäppiller (Mustela eversmannii)
  - svartfotad iller (Mustela nigripes)
- undersläkte Mustela
  - hermelin (Mustela erminea)
  - vessla (Mustela nivalis)
  - långsvansad vessla (Mustela frenata)
  - bergsvessla (Mustela altaica)
  - Mustela kathiah
- undersläkte Grammogale
  - Mustela africana
  - Mustela felipei